# 朗伯克希爾瓦利
朗伯克希爾瓦利（英語：Long Berkshire Valley）是位於美國新澤西州摩里斯縣的普查規定居民點。

## 人口
根據2020年美國人口普查的數據，朗伯克希爾瓦利的面積為2.67平方千米，當中陸地面積為2.61平方千米，而水域面積為0.06平方千米。當地共有人口617人，而人口密度為每平方千米231.09人。